# Répcefő
Répcefő (németül: Schwendgraben) Alsórámóc-Répcefő része Ausztriában, Burgenland tartományban, a Felsőpulyai járásban.

## Fekvése
Felsőpulyától 16 km-re délnyugatra a Répce két partján fekszik.

## Története
A település első írásos adata 1554-ből való Swengrob formában. A Répcefő név, amelynek korai említései 1398-ban Rapchafey (családnévként), 1434-ben Rapchafeu, 1438-ban Repezefew, 1496-ban Repczefew, Alsorepczefew, Felsewrepczefew, eredetileg Alsó- és Felsőrámócra vonatkoztak, csak 1851-től lett hivatalos névadással a mai településre ruházva. A „Rabchafey” azaz Rábcafőy család ősi birtoka volt, majd a 15. század végén a monyorókeréki Elderbachoké. A 17. századtól az Esterházy családé volt.
Vályi András szerint "SVENTGRÁBEN. Német falu Sopron Várm. földes Ura Inkey Uraság, lakosai katolikusok, fekszik Ramóczanak szomszédságában, mellynek filiája; két nyomásbéli határja középszerű, leginkább gabonát termő, ’s egyebet is, szőleje nintsen, fája van erdőjéből, piatza Sopronyban négy mértföldnyire."
Fényes Elek szerint "Répczefő, németül Schwendgraben, német falu, Sopron vmegyében, Sopronhoz dél-nyugotra 3 3/4 mfd. Ausztria szélén, 220 kath. lak., 79 5/8 hold szántófölddel, 43 h. réttel. F. u. h. Eszterházy.”  
1910-ben 215 túlnyomórészt német lakosa volt. A trianoni békeszerződésig Sopron vármegye Felsőpulyai járásához tartozott. 1971-ben Alsórámóc, Répcefő és Répcebónya falvakat egy nagyközségben egyesítették, de 1991-ben Répcebónya újra önálló község lett.

## Külső hivatkozások
- Imburgenland.at
- Tourist-net
- Meinreise.at